# Conioscinella seguyi
Conioscinella seguyi är en tvåvingeart som beskrevs av Curtis W. Sabrosky 1980. Conioscinella seguyi ingår i släktet Conioscinella och familjen fritflugor.
Artens utbredningsområde är Kenya. Inga underarter finns listade i Catalogue of Life.